# Loay Taleb
Loay Taleb (en árabe: لؤي طالب‎; Damasco, Siria; 9 de agosto de 1975) es un exfutbolista de Siria que jugaba en la posición de centrocampista.

## Carrera

### Club
Jugó toda su carrera con el Al-Wahda Damasco de 1996 a 2002, con el que anotó 21 goles en 104 partidos.

### Selección nacional
Jugó para Siria en 14 ocasiones de 1996 al 2000 y anotó 9 goles; participó en la Copa Asiática 1996.

## Tras el retiro
Al retirarse en 2002 pasó a ser entrenador asistente del Al-Wahda Damasco hasta 2009 cuando pasó a ser asistente en el Al-Faisaly Amman de Jordania, pero solo duró unos meses luego de no fuese renovado su contrato en mayo del mismo año.
Después abrió una escuela de fútbol privada en Damasco y se mudaría a Estados Unidos.